# Marszewo
Marszewo är en by, i Brody kommun, i Poznanregionen i Polen. Efter andra världskrigets slut  bodde här omkring 100 personer. I byn fanns tre dansorkestrar.

## Utbildning
Grundskolan och den katolska församlingen fanns i den närliggande Brody byn.